# Superconductors no convencionals

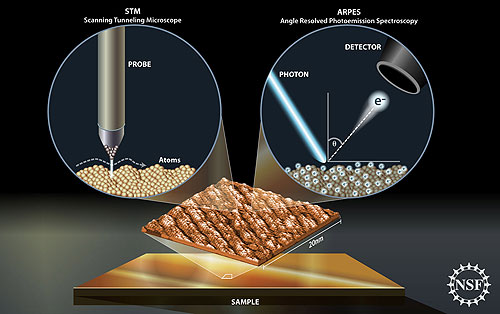
Estudi de superconductivitat en altes temperatures. L'ús tant de la microscòpia de túnel d'escaneig (STM) com de l'espectroscòpia de fotoelectrons resolts per angle (ARPES) ofereix als investigadors una comprensió més completa dels materials superconductors d'alta temperatura. STM pot mostrar àtoms reals a la superfície del material. ARPES utilitza l'efecte fotoelèctric dirigint un feix de llum (fotons) a la superfície del material. Els fotons exciten els àtoms del material, fent-los expulsar electrons, que després són capturats per un detector. L'impuls (velocitat i direcció) dels electrons expulsats proporciona als investigadors informació sobre l'impuls dels electrons dins del material. Per obtenir més informació sobre aquesta investigació, vegeu www.nsf.gov/discoveries/disc_summ.jsp?cntn_id=114983

Els superconductors no convencionals són materials que mostren una superconductivitat que no s'ajusta ni a la teoria convencional BCS ni a la teoria de Nikolay Bogolyubov ni a les seves extensions.
Les propietats superconductores de CeCu₂Si₂, un tipus de material fermió pesat, van ser informades el 1979 per Frank Steglich. Durant molt de temps es va creure que CeCu₂Si₂ era un superconductor d'ona d singlet, però des de mitjans dels anys 2010, aquesta noció ha estat fortament contestada. A principis dels anys vuitanta, es van descobrir molts més superconductors de fermions pesats i no convencionals, inclosos UBe13, UPt₃ i URu₂Si₂. En cadascun d'aquests materials, la naturalesa anisòtropa de l'aparellament estava implicada per la dependència de la llei de potència de la taxa de relaxació de la ressonància magnètica nuclear (RMN) i la capacitat de calor específica sobre la temperatura. La presència de nodes a la bretxa superconductora d'UPt ₃ es va confirmar el 1986 a partir de la dependència de la polarització de l'atenuació d'ultrasons.
El primer superconductor triplet no convencional, material orgànic (TMTSF)₂PF6, va ser descobert per Denis Jerome, Klaus Bechgaard i col·laboradors el 1980. Els treballs experimentals dels grups de Paul Chaikin i Michael Naughton, així com l'anàlisi teòrica de les seves dades per Andrei Lebed han confirmat fermament la naturalesa no convencional de l'aparellament superconductor en (TMTSF)₂ X (X=PF6, ClO4, etc.) materials orgànics.
La superconductivitat d'ona d singlet d'alta temperatura va ser descoberta per JG Bednorz i KA Müller el 1986, que també van descobrir que el material de perovskita cuprat a base de lantà LaBaCuO 4 desenvolupa superconductivitat a una temperatura crítica (Tc) d'aproximadament 35 K (-238 °C graus centígrads). Això estava molt per sobre de la temperatura crítica més alta coneguda en aquell moment (T c = 23 K) i, per tant, la nova família de materials es va anomenar superconductors d'alta temperatura. Bednorz i Müller van rebre el premi Nobel de Física per aquest descobriment el 1987. Des de llavors, s'han sintetitzat molts altres superconductors d'alta temperatura.